# Arbatel

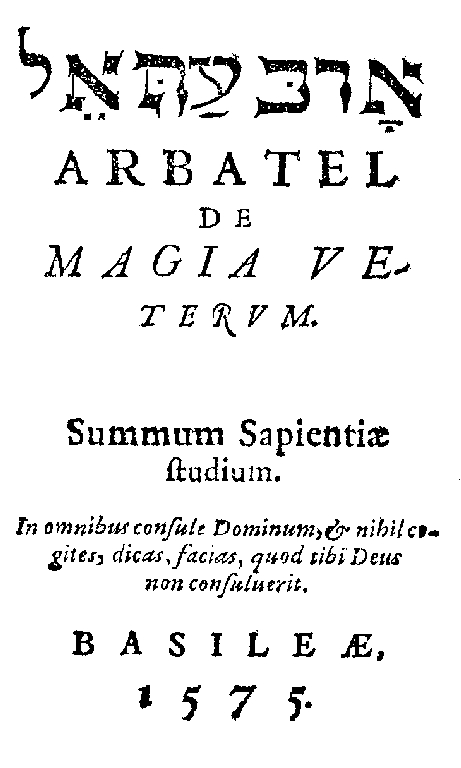
Page de titre de l'édition de 1575 en latin.

L’Arbatel De Magia Veterum (Arbatel : De la magie des Anciens) est un grimoire de magie du XVIe siècle.
La première édition en latin date de 1575 à Bâle. Des traductions allemandes ont ensuite circulé, avec Paracelse comme auteur, même si le véritable auteur reste inconnu. Ses connaissances en magie médiévale et Renaissance en font cependant certainement un disciple de Paracelse.